# Кабардино-Балкария
Кабардино-Балкарска република, накратко Кабарди́но-Балка́рия (на руски: Кабардино-Балкарская Республика; на кабардино-черкезки: Къэбэрдей-Балъкъэр Республикэ; на карачаево-балкарски: Къабарты-Малкъар Республика) е субект в състава на Руската Федерация. Влиза в състава на Севернокавказкия федерален окръг и Севернокавказкия икономически район. Площ 12 470 km² (79-о място в Руската федерация, 0,07%). Население на 1 януари 2017 г. 864 454 души (58-о място, 0,59%). Столица е град Налчик. Разстояние от Москва до Налчик е 1873 km. За държавни езици са приети руски, кабардински и балкарски.

## История
Образувана е като Кабардинска автономна област на 1 септември 1921 г. От 16 януари 1922 г. е Кабардино-Балкарска автономна област, която на 5 декември 1936 г. е преобразувана в Кабардино-Балкарска автономна съветска социалистическа република. След разпадането на СССР, от 1992 г. е Кабардино-Балкарската република.

## Географска характеристика

### Географско положение, граници
Кабардино-Балкария е разположена в централната част по северните склонове на Голям Кавказ и на Кабардинската равнина, простираща се в северната част на страната. На запад граничи с Република Карачаево-Черкезия, на север със Ставрополски край, на изток с Република Северна Осетия и на юг с Грузия. Южните и западните райони на Кабардино-Балкарската република са заети от историческата област Балкария.

### Релеф
Планините заемат южната половина от територията на страната. На юг, по границата с Грузия от запад-северозапад на изток-югоизток се простира Главният (Вододелен) хребет на Голям Кавказ, където отделни върхове се извисяват над 5000 m – Дъхтау 5203 m и Шхара 5068 m, а на север от него се отделя късият, но много висок Страничен хребет. В него, на границата с Република Карачаево-Черкезия се издига връх Елбрус 5642 m (най-високата точка на Кабардино-Балкария и на Русия). В североизточна посока успоредно на Главния хребет се простират още два хребета – Скалист и Пасищен. Главният и Страничният хребети имат алпийски характер, а другите два са значително по-ниски и наподобяват куести (успоредни хребети или ридове с асиметрични склонове). В Скалистия и Пасищния хребети силно са представени карстовите форми (пещери, въртопи, ували, карстови езера, карстови извори). На североизток полегатите склонове на Пасищния хребет постепенно се сливат с акумулативната Кабардинска равнина и при устието на левия приток на река Терек река Малка, надморската височина е под 200 m.

### Полезни изкопаеми
Кабардино-Балкария е богата на полезни изкопаеми: молибденови и волфрамови руди в района на Тирниауз, полиметални руди, злато, въглища, строителни материали, минерални извори.

### Климат
Република Кабардино-Балкария попада в умерения климатичен пояс, но като цяло климатичните условия са подчинени на закономерностите на височинната поясност. На север, в Кабардинската равнина средната януарска температура е -2,6 °C, средната юлска 23,4 °C, а годишната сума на валежите под 500 mm. Продължителността на вегетационния период (с денонощни температури над 10 °C) е до 190 дни. В планините средната януарска и февруарска температура е -12 °C и по-ниска, средната юлска и августовска – до 4 °C и по-ниска, а годишната сума на валежите до 2000 mm и повече. На територията на страната се намират главните центрове на съвременното заледяване на Голям Кавказ. Най-големите от тях са Безенги и Дихсу.

### Води
Територията на Кабардино-Балкария попада в два водосборни басейна – тези на реките Терек и Кума, вливащи се в Каспийско море. Най-голямата река в страната е река Терек и заедно със своите леви притоци Малка (210 km), Баксан с десния си приток Чегем, Черек и Урух обхваща 95% от цялата територия. В крайна северозападна част преминава най-горното течение на река Золка (105 km), десен приток на Кума, която заедно със своите малки притоци покрива 5% от територията на Кабардино-Балкария.
Общо в страната има 2172 реки с обща дължина 5470 km. Повечето от реките текат в тесни каньони, с голям наклон и с голяма скорост. След навлизането си в равнината долините им значително се разширяват, а коритата им се разделят на ръкави и протоци. По начина на подхранването си се делят на вида: с преобладаващо ледниково подхранване (Терек, Малка, черек и техните притоци) и със смесено подхранване с преобладаване на подземното – предимно малките реки в северната част. Всичките реки в репуликата са с пролетно-лятно или ясно изразено лятно пълноводие.
В Кабардино-Балкария има над 450 малки езера и изкуствени водоеми с обща площ около 16,6 km². Повечето езера са с ледников произход, но има и карстови и ледниково-тектонски. Най-голямото езеро в страната е Силтран Кьол (0,3 km², 300 дка), а карстовото езеро Церик Кьол е петото по дълбочина езеро в Русия с дълбочина от 368 m.

### Почви, флора и фауна
На север, в Кабардинската равнина са развити черноземните и тъмнокафявите почви, на които се отглеждат земеделски култури. В долините на Терек и Малка (долното течение) има алувиални почви, обрасли с пасища, храсти и редки гори. В ниската и среднопланинската зона на куестите има планински черноземни и кафяви горски почви, на които расте широколистна растителност и се отглеждат земеделски култури. По високите части на Скалистия, Страничния и Главния хребети планинско ливадните почви са покрити със субалпийски и алпийски пасища. Горите заемат 180 хил. ха и са представени основно от бук, габър, дъб, бреза, елша и бор.
Животинският свят във високите части е богат и е представен от рис, кафява мечка, дива свиня, сърна, тур и др., а от птиците най-разпространени са фазан, сива патица, кеклик, пъдпъдък, тетерев.

## Население
По данни от преброяването от октомври 2002 г., населението на републиката наброява 901 494 души, с гъстота 72,1/km2. Урбанизацията на населението е 56,61%. Националният състав на населението е следният:
- Кабардинци – 55,32%;
- Руснаци – 25,14%;
- Балкарци – 11,64%;
- Осетинци – 1,09%;
- Турци – 0,97%;
- Украинци – 0,84%;
- Арменци – 0,59%.

## Административно-териториално деление
В административно-териториално отношение Кабардино-Балкарската Република се дели на 3 републикански градски окръга и 10 муниципални района. Има 8 града, в т.ч. 3 града с републиканско подчинение и 5 града с районно подчинение и 2 селища ог градски тип
| Административна единица      | Площ (km2) | Население (2017 г.) | Административен център | Население (2017 г.) | Разстояние до Налчик (в km) | Други градове и сгт с районно подчинение |
| ---------------------------- | ---------- | ------------------- | ---------------------- | ------------------- | --------------------------- | ---------------------------------------- |
| Републикански градски окръзи |            |                     |                        |                     |                             |                                          |
| Баксан                       | 180        | 58 515              | гр. Баксан             | 38 053              | 24                          |                                          |
| Налчик                       | 133        | 265 162             | гр. Налчик             | 239 200             |                             |                                          |
| Прохладни                    | 29         | 57 879              | гр. Прохладни          | 57 879              | 56                          |                                          |
| Муниципални райони           |            |                     |                        |                     |                             |                                          |
| Баксански                    | 830        | 62 978              | гр. Баксан             |                     | 24                          |                                          |
| Елбруски                     | 1850       | 35 944              | гр. Тирниауз           | 20 574              | 89                          |                                          |
| Золски                       | 2125       | 49 557              | сгт Залукокоаже        | 9996                | 61                          |                                          |
| Лескенски                    | 513        | 29 289              | с. Анзорей             | 6985                | 37                          |                                          |
| Майски                       | 385        | 38 981              | гр. Майски             | 27 055              | 41                          |                                          |
| Прохладненски                | 1349       | 45 148              | гр. Прохладни          |                     | 56                          |                                          |
| Терски                       | 893        | 50 692              | гр. Терек              | 19 449              | 59                          |                                          |
| Урвански                     | 468        | 73 411              | гр. Нарткала           | 30 643              | 25                          |                                          |
| Чегемски                     | 1503       | 69 087              | гр. Чегем              | 18 043              | 10                          |                                          |
| Черски                       | 2213       | 27 811              | сгт Кашхатау           | 5473                | 42                          |                                          |

## Икономика
В основата на икономиката на републиката е селското стопанство (зърнени култури (пшеница, царевица, просо), технически култури (слънчоглед, коноп), животновъдство), както и дървообработване и добив на волфрам-молибденови руди.
| хиляди хектара | 329 | 325,3 | 316,8 | 308,7 | 290,9 | 291,1 | 289,6 |